# Cumbre de las Naciones Unidas sobre el Desarrollo Sostenible 2015
Se espera que más de 150 dirigentes mundiales asistan a la Cumbre de Desarrollo Sostenible del 25 al 27 de septiembre en Nueva York para adoptar formalmente una nueva y ambiciosa agenda de desarrollo sostenible.

## Cumbre de las Naciones Unidas sobre el Desarrollo Sostenible 2015
El 25 de septiembre de 2015, 193 líderes mundiales se comprometerán con 17 Objetivos Mundiales para lograr 3 cosas extraordinarias en los próximos 15 años. "Erradicar la pobreza extrema. Combatir la desigualdad y la injusticia. Solucionar el cambio climático. Los objetivos mundiales podrían lograr estas cosas. En todos los países. Para todas las personas".

Cumbre de las Naciones Unidas sobre el Desarrollo Sostenible 2015
Los Objetivos de Desarrollo del Milenio que se lanzaron en 2000 fijaron el 2015 como el año objetivo. Reconociendo el éxito de estos objetivos – y el hecho de que una nueva agenda de desarrollo se necesitaba para después de 2015 – los países acordaron en 2012 en Río+20, la Conferencia sobre el Desarrollo Sostenible, establecer un grupo de trabajo abierto para desarrollar un conjunto de objetivos de desarrollo sostenible.
Después de más de un año de negociaciones, el Grupo de Trabajo Abierto presentó su recomendación para los 17 objetivos de desarrollo sostenible. A principios de agosto de 2015, los 193 Estados Miembros de las Naciones Unidas llegaron a un consenso sobre el documento final de la nueva agenda «Transformando nuestro Mundo: la Agenda de Desarrollo Sostenible de 2030».
Organización de las Naciones Unidas

- En directo
La ceremonia de apertura, las declaraciones de cada país, la adopción de los objetivos de desarrollo sostenible y mucho más será transmitido en directo por http://webtv.un.org
- Únete a la conversación
Siga la Cumbre en Twitter con el hashtag #en2015actuamos.
- Actos paralelos a la Cumbre
Información detallada de la Cumbre por el Bien Social, del Concierto de la Pobreza Mundial, de la Semana del Cambio Climático y de otros eventos que tienen lugar durante la semana de la Cumbre.

Ver y compartirfrom the Millennium Development Goals to the Sustainable Development Goals Video en YouTube.Transforming our world: Youth Speaks Up en YouTube.2015 is the Year of Global Action en YouTube.A conversation with Jeffrey Sachs en YouTube.El mundo debe invertir en desarrollo sostenible en YouTube.